# 红旗-22中远程防空导弹
“红旗”22（HQ-22）地空导弹，是中国人民解放軍空军部队装备的一款机动式中高空、中程地空导弹武器系统。由中国航天科工十院研制。紅旗-22地空导弹武器系统主要用於對付各类三代作战飞机、武装直升机、中高空无人机等空气动力目标，对战术空地导弹也有防禦能力，主要用于区域、要地防空，用于替代紅旗-2以及紅旗-12地空导弹。2016年11月红旗-22防空导弹系统在珠海航展首次公开亮相，并已经列装中国人民解放军空军部队。在2017年7月30日中国人民解放军建军90周年阅兵式上首次参阅。

## 概貌
红旗-22地空导弹采用机动式军用卡车运输和发射平台，车载四联装发射筒倾斜发射模式，未采用垂直发射技术，与其作战思想有关，垂直发射增加了导弹的设计和制造的难度，倾斜发射虽然全向攻击能力较差，作为一款半永久阵地部署的要地防空系统，负责的拦截空域基本固定，可以在导弹发射前对准目标来袭方向。车载四具发射筒采用“田”字型布局，导弹储存在封闭式发射筒内。
红旗-22导弹是无弹翼，4片尾翼的气动布局，制导方式与“爱国者”PAC-2相似，采用无线电指令+半主动雷达寻的复合制导体制，全程指令双模制导体制， 可全天候作战，能在复杂电磁环境下作战。红旗-22制导站与红旗12A制导站类似，采用相控阵三坐标目标探测/追踪雷达，具有强抗干扰能力，制导雷达可引导12枚导弹拦截6个目标，具有多目标追踪、拦截能力。红旗-22系统可兼容引导红旗-2和红旗-12防空导弹进行作战。
红旗-22导弹系统的成本单价远低于红旗-9导弹，用于全面替换现役红旗-2地空导弹，与解放军空军防空导弹部队装备的“红旗”9地空导弹搭配使用，以及S-300/S-400地对空导弹系统，作战能力互补，形成不同防空层次的相对廉价版本，以完成中国防空系统现代化进程。中国人民解放军空军用红旗-22导弹营替换原有的红旗-2导弹营，2016年据官方媒体报道，拱卫北京西南的地空导弹营第一个接收了红旗-22防空导弹系统。

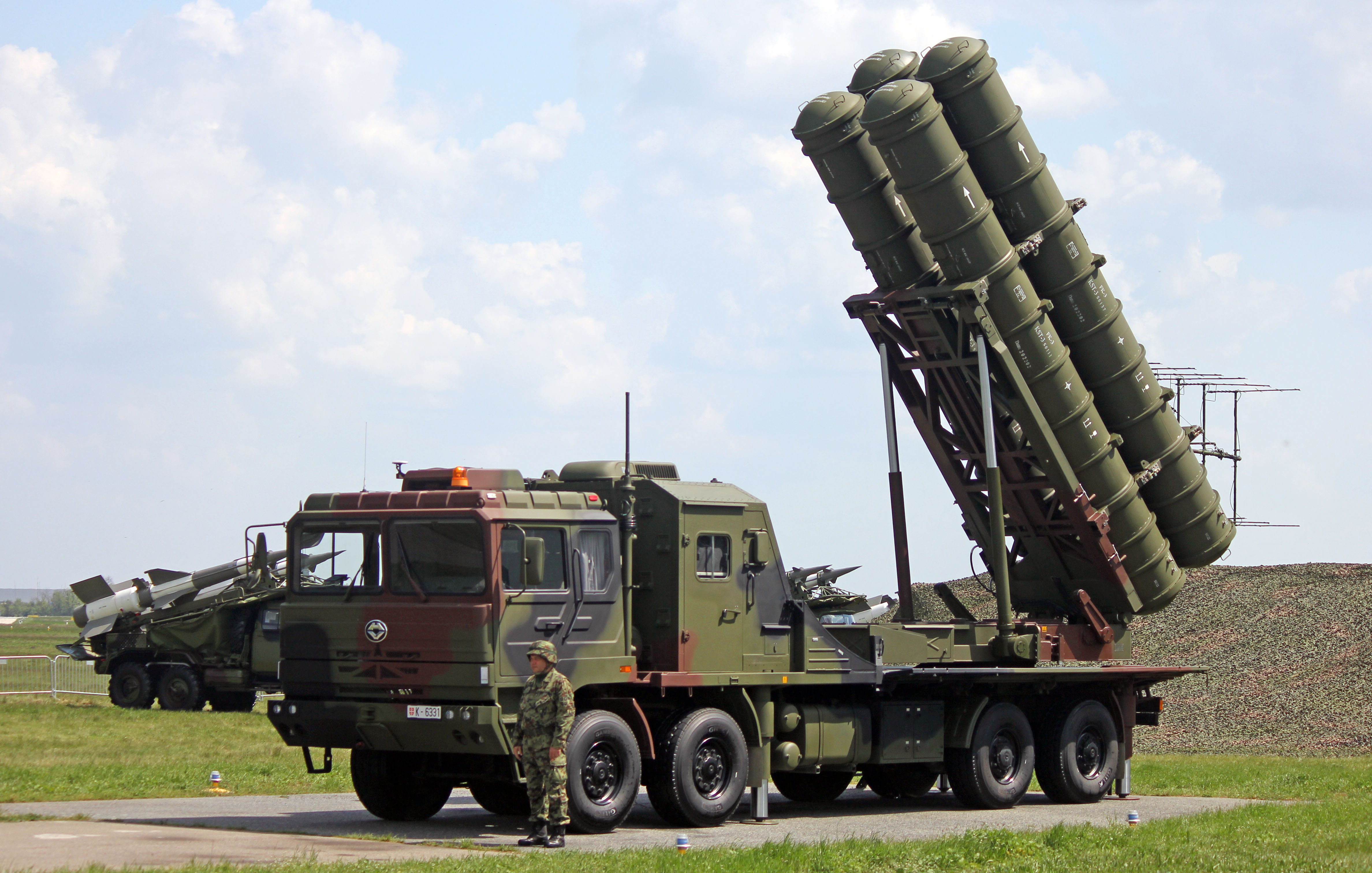
塞尔维亚使用的FK-3（外贸版的红旗-22）

红旗-22地空导弹对应的外贸版本是FK-3防空导弹系统。

## 使用國
- 中华人民共和国：[7]据研究，至2022年时有130套以上。[8]
- 塞爾維亞：2020年8月被曝光购买FK-3[9][10]。2022年4月，中国人民解放军空军18架次运-20运输机运送至塞国，首批於4月9日經過土耳其和保加利亞抵达塞爾維亞[11]。4月13日，塞尔维亚总统亞歷山大·武契奇證實塞爾維亞购买了三套FK-3防空导弹系统[12]。
- 泰國：泰国海军航空与海防司令部下属防空团，数量约为4个营。[13][14]
- 緬甸：缅甸国防军[14]
- ：土庫曼武裝部隊[14]

## 外部連結
- 老兵红旗2终要退役！我军红旗22防空导弹接班上岗 （页面存档备份，存于）